# Sławomir Tumański

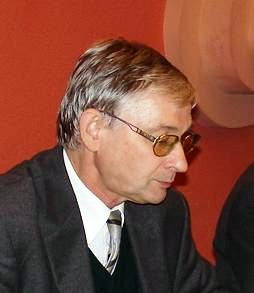
Sławomir Tumański

Sławomir Tumański (ur. 1945) – polski elektronik, specjalista w dziedzinie czujników magnetycznych, pracownik naukowy Politechniki Warszawskiej, od roku 2000 profesor tytularny.
W roku 1970 ukończył studia na Wydziale Elektrycznym Politechniki Warszawskiej i otrzymał tytuł magistra. Następnie podjął studia doktoranckie (również na Politechnice Warszawskiej) i w roku 1975 obronił doktorat. W roku 1985 nadano mu stopień doktora habilitowanego, a w roku 1998 został profesorem nadzwyczajnym na Politechnice Warszawskiej. W roku 2000 ówczesny prezydent Rzeczypospolitej nadał mu tytuł profesora.
W roku 2002 został redaktorem naczelnym najstarszego polskiego magazynu technicznego Przegląd Elektrotechniczny. Jest członkiem IEEE oraz przewodniczącym komitetu organizacyjnego dorocznego Sympozjum Pomiarów Magnetycznych, jak również piastuje stanowisko Associate Editor międzynarodowego magazynu naukowego IEEE Sensors Journal.
Jest ekspertem w dziedzinie czujników magnetycznych (w szczególności cienkowarstwowych czujników magnetorezystancyjnych) oraz pomiarach magnetycznych. Jest autorem lub współautorem kilku książek i kilkudziesięciu publikacji krajowych i zagranicznych w renomowanych magazynach naukowych.

## Lista najważniejszych publikacji
- The Permalloy Magnetoresistive Sensors – Rozdział 12 w Current advances in sensors, Adam Hilger, Bristol and Philadelphia, 1987, ISBN 978-0-85274-509-0
- Thin Film Magnetoresistive Sensors, IOP Publication, Bristol, 2001, ISBN 0-7503-0702-1
- Principles of Electrical Measurements, Taylor & Francis, 2005, ISBN 0-7503-1038-3